# Água fóssil

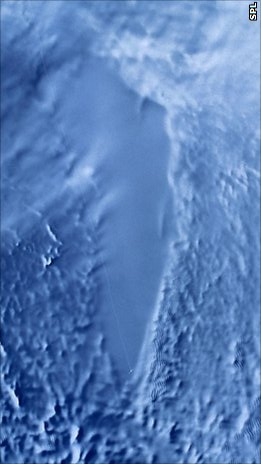
Imagem RADARSAT do Lago Vostok, Antártica.

Em geologia chama-se água fóssil ou paleoágua a água subterrânea selada em um aquífero por um longo período de tempo. A água pode permanecer sob o solo por milhares ou mesmo milhões de anos, até que mudanças geológicas venham a vedar o reservatório, impedindo que haja reabastecimento pela precipitação. A água, aprisionada em seu interior, é então chamada água fóssil.
O Sistema Aquífero de Arenito Núbio, localizado na parte oriental do Deserto do Saara está entre as reservas de água fóssil mais notáveis do planeta.
A água fóssil, por definição, não é um recurso renovável. Enquanto a maioria dos aquíferos são naturalmente reabastecidos por infiltração da água da precipitação, aquíferos fósseis são aqueles que têm pouco ou nenhum reabastecimento. 